# Quercus rehderiana
Quercus rehderiana là một loài thực vật có hoa trong họ Cử. Loài này được Hand.-Mazz. miêu tả khoa học đầu tiên năm 1925.